# Facteur intrinsèque

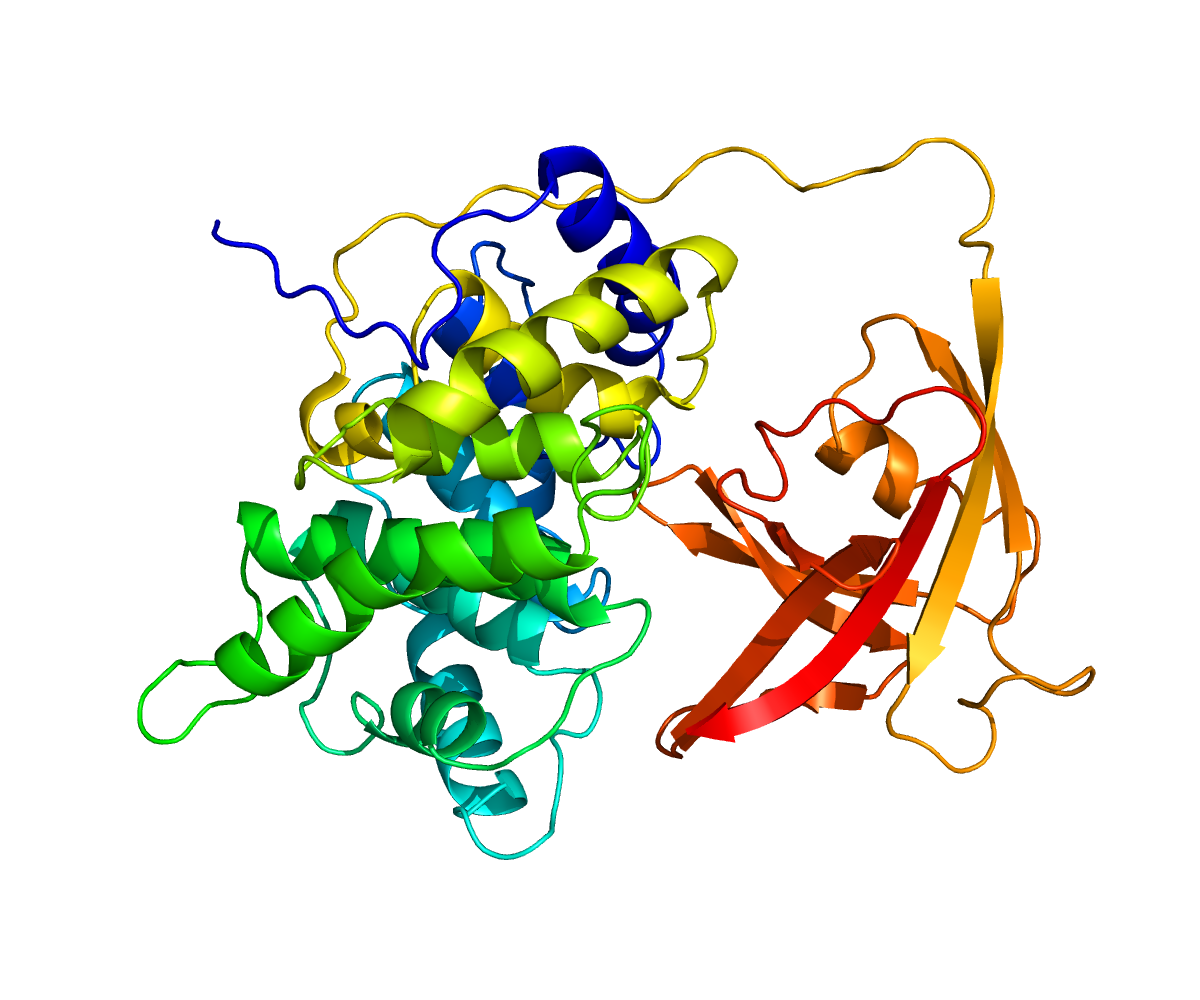
Structure de la protéine GIF

Le facteur intrinsèque (FI), appelé aussi facteur intrinsèque gastrique ou facteur de Castle (du nom de son découvreur William Bosworth Castle), est une glycoprotéine sécrétée par les cellules pariétales de la muqueuse de l'estomac. Il est nécessaire à l'absorption intestinale de la vitamine B12 (ou cobalamine).
Dans l'espèce humaine, le facteur intrinsèque est codé par le gène GIF.
L'haptocorrine (aussi connue sous le nom de transcobalamine I, ou TC-1) est une glycoprotéine sécrétée par les glandes salivaires qui se lie à la vitamine B12.
Elle protège la vitamine B12 de l'acidité gastrique, lui permettant de traverser l'estomac sans dommage pour rejoindre le duodénum. Dans l'environnement intestinal, moins acide, les enzymes pancréatiques dissolvent ce transporteur glycoprotéique et la vitamine B12 peut alors se lier au facteur intrinsèque. Ce nouveau complexe est absorbé par les cellules (entérocytes) de l'iléon. À l'intérieur a lieu une nouvelle dissociation, puis la vitamine B12 se lie à une autre protéine, la transcobalamine II (TC-2) et ce complexe quitte la cellule intestinale et atteint le foie par la circulation sanguine.

## Sécrétion
Le facteur intrinsèque est sécrété dans l'estomac et on le retrouve aussi bien dans le suc gastrique que dans la muqueuse de cet organe.
Son pH optimum d'action est voisin de 7.
Sa concentration dans le suc gastrique est indépendante de la quantité d'acide chlorhydrique ou de pepsine présente,
par exemple le facteur intrinsèque peut être sécrété même en l'absence de pepsine.
Le site précis de sécrétion varie d'une espèce à l'autre. Chez le cochon, la zone de sécrétion comprend le pylore et le début du duodénum;
chez l'homme elle s'étend dans le fundus et le corps de l'estomac.
Le fait que le facteur intrinsèque humain soit physiologiquement produit en quantité restreinte limite l'absorption de vitamine B12 à 2 µg par repas environ, ce qui correspond à un apport journalier suffisant en vitamine B12.

## Insuffisance
Dans la maladie de Biermer (anciennement : "anémie pernicieuse") qui est une maladie auto-immune, la présence d'auto-anticorps dirigés contre le facteur intrinsèque et/ou contre les cellules pariétales elles-mêmes conduit à un déficit en facteur intrinsèque, d'où une malabsorption de la vitamine B12 qui entraîne une anémie mégaloblastique.
Dans les gastrites atrophiques, la destruction des cellules pariétales est également la cause d'un déficit en facteur intrinsèque et d'une anémie.
L'insuffisance pancréatique exocrine, en interférant avec la dissociation intestinale normale du complexe formé par la vitamine B12 et son premier transporteur (transcobalamine I) et en empêchant ainsi sa liaison au facteur intrinsèque, peut être une autre cause de malabsorption.
Parmi les autres facteurs de risque de déficit en facteur intrinsèque se trouvent toutes les situations de lésion ou de résection de la paroi gastrique, et notamment : certaines chirurgies bariatriques (gastrectomies), les tumeurs gastriques, les ulcères gastriques, la consommation excessive d'alcool.
Certaines mutations du gène GIF sont la cause d'une maladie héréditaire très rare, le déficit congénital en facteur intrinsèque, où l'on retrouve une malabsorption de la vitamine B12.

## Traitement
Dans la plupart des pays, la maladie de Biermer est traitée au moyen d'injections intramusculaires de vitamine B12.
Lorsqu'elle est ingérée sans facteur intrinsèque, la vitamine B12 est aussi absorbée mais à un taux inférieur à 1 % de l'absorption en présence de facteur intrinsèque.
Bien que les quantités absorbées soient faibles, l'administration per os de vitamine B12 corrige efficacement les symptômes de la maladie de Biermer.
La voie sublinguale peut aussi être utilisée, sans preuve toutefois de sa supériorité par rapport à l'ingestion.
En dépit d'une efficacité prouvée, il n'y a qu'au Canada et en Suède que l'administration orale de vitamine B12 est utilisée en routine.